# Галерея (фільм)
«Галерея» — кінофільм режисера Йоса Стеллінга, що вийшов на екрани в 2003 році.

## Зміст
У цьому фільмі все емоції та переживання героїв зрозумілі без слів. Яскраві образи та барвисті метафори дозволяють режисерові повною мірою передати почуття людей. Один з торгових центрів. Чоловік висловлює своїй дружині всі ознаки невдоволення тим, що повинен перебувати в магазині. Тим часом він сам нишком заграє з милою білявкою, яка начебто приймає його гру, але зрештою виставляє героя.

## Ролі
| Актор            | Роль |
| ---------------- | ---- |
| Джин Бервутс     | -    |
| Анушка Вінк      | -    |
| Реймонд Де Кюпер | -    |
| Луїс Угарте      | -    |

## Знімальна група
- Режисер — Йос Стеллінг
- Сценарист — Йос Стеллінг
- Продюсер — Регіна Циглер, Антон Крамер, Хартмут Колер